# Петър Хаджийорданов
Петър Хаджийорданов (изписване до 1945 година: Петъръ хаджи Йордановъ) е български просветен деец от Македония и революционер, деец на Вътрешната македоно-одринска революционна организация.

## Биография
Роден е през втората половина на XIX век в град Кавадарци в македонската област Тиквеш, тогава в Османската империя. Работи като учител. Деец е на ВМОРО. В Струмица действа като агитатор и организатор на младежта, предимно подведомствената на Българската екзархия, заедно с велешанеца Иван Чонтев и Костадин Самарджиев – Джемото. През 1904 година е арестуван като заподозрян за участие в железопътния динамитен атентат при Гевгели, извършен на 4 юни от Христоман Попчевски. Същата година организира заедно с Костадин Самарджиев – Джемото опожаряването на чифлика Три води, извършено по решение на окръжния комитет.
Емигрира в Свободна България. Деец е на Македонското културно-просветно дружество в Кърджали – през януари 1926 година е избран за негов подпредседател.